# Danny Hoch
Danny Hoch (New York, 23 novembre 1970) è un attore statunitense.
Nato e cresciuto a New York, ha studiato presso l'"High School of Performing Arts" prima di iniziare la carriera alla metà degli anni novanta.

## Filmografia parziale

### Cinema
- La sottile linea rossa (The Thin Red Line), regia di Terrence Malick (1998)
- Black Hawk Down - Black Hawk abbattuto, regia di Ridley Scott (2001)
- La guerra dei mondi (War of the Worlds), regia di Steven Spielberg (2005)
- I padroni della notte (We Own the Night), regia di James Gray (2007)
- Henry's Crime, regia di Malcolm Venville (2010)
- Ted, regia di Seth MacFarlane (2012)
- BlacKkKlansman, regia di Spike Lee (2018)

### Televisione
- The Knick - serie TV, 5 episodi (2011)

## Doppiatori italiani
Nelle versioni in italiano delle opere in cui ha recitato, Danny Hoch è stato doppiato da:
- Pasquale Anselmo ne I padroni della notte, The Knick
- Luigi Ferraro in Law & Order - Unità vittime speciali
- Daniele Valenti in Taking Chance - Il ritorno di un eroe
- Gianluca Machelli in Gotham
- Sergio Lucchetti in Blue Bloods
- Lucio Saccone in BlacKkKlansman